# Ola Toivonen
Ola Toivonen (født 3. juli 1986 i Degerfors, Sverige) er en svensk fodboldspiller, der spiller som angriber hos Malmö FF i den svenske Allsvenskan. Han har tidligere spillet for Rennes, PSV Eindhoven, Degerfors IF, Malmö FF, Örgryte IS og Toulouse FC.

## Landshold
Toivonen står (pr. marts 2022) noteret for 64 kampe og 14 scoringer for Sveriges landshold, som han debuterede for den 14. januar 2007 i en venskabskamp mod Venezuela.